# C.C. Hall
Carl Christian Hall (født 25. februar 1812 på Christianshavn, død 14. august 1888 på Frederiksberg) var en dansk nationalliberal politiker, minister og konseilspræsident, Danmarks 6. og 8. statsminister i to perioder, første gang 13. maj 1857 – 2. december 1859 og anden gang 24. februar 1860 til 31. december 1863. Han stod desuden i spidsen for mange andre ministerier. Han var en betydningsfuld skikkelse i store dele af 1800-tallets danske politik og han var medansvarlig for overgangen fra en politik, der vægtede helstaten, til en politik, der vægtede konstitutionelt demokrati, det nationale tilhørsforhold og Ejderpolitikken. Sammen med D.G. Monrad dannede han lederskabet hos De Nationalliberale, og deres politik dannede optakten til den 2. slesvigske krig. Hall var en udpræget pragmatisk forhandlingspolitiker, var folkekær og vellidt også af politiske modstandere, og hans popularitet forblev høj på trods af den katastrofale udgang på krigen i 1864.
C.C. Hall var fader til bjergbestigeren Carl Hall og proprietæren Oluf Hall.

## Ungdom
C.C. Hall blev født på Christianshavn som søn af bødkermester, oberstløjtnant i Borgervæbningen Mads Christensen Hall, der stammede fra jyske bønderfolk i Randersegnen, og dennes anden hustru, Anna Helene født Lykke. I sin barndom var han svagelig og sen i sin udvikling, så han var fyldt syv år, før han kunne begynde nogen undervisning, men fra den tid styrkedes hans helbred, og med legemets kraft voksede også de åndelige evner.
Hall blev student fra Borgerdydskolen på Christianshavn 1829, hvor han havde været en del af en talentfuld klasse, der omfattede C.E. Fenger, Victor Bloch, lægen Andreas Buntzen og Vilhelm Birkedal, og blandt Halls studenterkammerater var desuden D.G. Monrad, grev F.M. Knuth, brødrene Martin og Frederik Hammerich, Georg Aagaard og Frederik Barfod. Han blev juridisk kandidat fra Københavns Universitet i 1833 og gjorde året efter sammen med Knuth en længere rejse til Tyskland, Frankrig og Italien. Efter sin hjemkomst blev han en meget søgt juridisk manuduktør. 1837 udnævntes han til auditør i Hæren (chef for Hærens retsvæsen), 1840 tog han den juridiske licentiatgrad, 1844 blev han overauditør og 1847 ekstraordinær docent i romerret ved Universitetet. 1851 blev han titulær professor. Han havde ved sit ægteskab (1. december 1837) med filologen Peter Oluf Brøndsteds datter, Augusta Marie Frederikke Brøndsted (f. 24. juni 1816), fået gode sociale forbindelser og var velset af kong Christian VIII. Kongen viste sit nådige sindelag ved at tilbyde Hall kammerjunkertitlen og ved ikke at tage hans afslag ilde op.
Allerede 1840 havde han, da lægen dr. Seligman Meyer Trier havde erklæret et landophold for nødvendigt til hustruens helbredelse fra en længere svækkelse, købt Ny Bakkegård i Rahbeks Allé på Frederiksberg, som i så lang en årrække skulle blive hans hjem, og som grundejer var han valgt ind i Frederiksberg-Hvidovre Sogneforstanderskab (1841-54).
Forbindelsen til kongehuset samt Halls ry som fin jurist, hans smukke og repræsentative personlighed og hans almindeligt vindende væsen gjorde, at han overalt blev betragtet som en af de mest lovende i sin generation. Dog var det snarere en glimrende embedskarriere end politiske laurbær, man spåede ham, for en vis skyhed for det agitatorisk fremtrædende i forbindelse med personlige hensyn havde holdt ham tilbage fra at deltage i ungdomsvennernes oppositionelle bestræbelser i 1840'erne og under selve martsbevægelsen, der arbejdede for en fri forfatning. Han deltog hverken i Casinomødet eller i folketoget 22. marts 1848 og var i begyndelsen skeptisk over for de nye strømninger.

## Indtræden i politik
Men da terningerne var kastede, sluttede Hall sig til den kreds, han naturligt tilhørte, og blev en fuldblods repræsentant for den nationalliberale politik. Karakteristisk nok ser vi dog hverken Hall som folketaler eller som forfatter af avisartikler; det var som parlamentariker, han trådte ind på arenaen, støttet af A.W. Moltke og Knuth, da Martsministeriet udnævnte ham til kongevalgt medlem af den Roskilde stænderforsamling, som skulle drøfte valgloven til Den grundlovgivende Rigsforsamling. Han ansås af sine politiske venner almindeligvis for at stå noget til højre for dem og gjorde det sikkert også, men i hovedprincipperne: Ejderpolitik og konstitutionel forfatning var han enig med dem, og han var, lige fra begyndelsen tilstrækkelig opportunist til at kunne lempe sine særanskuelser efter øjeblikkets krav. Han lagde i stænderne ingen skjul på, at han kun med ængstelse så den konstituerende forsamling så demokratisk sammensat som efter valglovsudkastet, men dog tiltrådte han dette med den ofte citerede motivering, at vi nys havde gennemlevet en tid, hvor "Dage havde Aartiers Betydning og Indhold". Selv valgtes han ind i rigsforsamlingen som repræsentant for Frederiksbergkredsen (Københavns Amts 1. kreds), den han siden uafbrudt repræsenterede som Folketingsmand indtil 1881. Den eneste seriøse udfordrer i Halls valgkreds var helstatsmanden, professor Peder Hjort, der måtte se sig slået i 1853. Hall kom snart til at spille en betydelig rolle i rigsforsamlingen og blev medlem af grundlovsudvalget og dettes ordfører for afsnittet om borgernes personlige rettigheder. Ikke uden grund har han en fremtrædende placering i Constantin Hansens maleri af rigsforsamlingen.
Det var dog først på Rigsdagene 1849-54, at Halls politiske personlighed nåede til fuldstændig udfoldelse. Monrad var nu, som senere, hans rival, og var han end Hall overlegen i veltalenhed og politisk originalitet, så var denne på den anden side hans overmand i egenskaber, der spiller en nok så stor rolle i kampen om det politiske førerskab. Allerede Halls ydre fremtræden vandt ham venner. Hans skikkelse var høj og fyldig; det lyse, krøllede hår, den friske ansigtsfarve og de klare, godmodige øjne gav straks indtrykket af noget sundt og strålende, og hans optræden forenede en ikke ringe, naturlig værdighed med jævnhed og ligefremhed. Hans veltalenhed var båret af solid viden, rolig og selvsikker, mere overbevisende end henrivende, mere egnet til at vinde en modstander end til at knuse ham. Han havde den gode engelske parlamentstalers ligelige, dvælende argumentation, der ikke lader nogen af modstanderens grunde stå urokket og ikke forlader en sag, før den er belyst fra alle sider; til gengæld kunne der ofte være lidt fladt og blodløst, noget for lidt markeret og indtrængende ved hans taler. Han irriterede aldrig sine venner, sjælden nok sine fjender. Hans støtte, sindige, lidt indolente væsen fremkaldte slet ikke forestillingen om en ærgerrighed, som ville herske over andre og bruge dem som trappestige for sig. Det hele gik jævnt, godmodigt, helst med en lille, lun spøg. Og som partifører havde han den uvurderlige egenskab at være et "parlamentarisk kit" uden lige. Hans særlige evne var netop den at holde uensartede elementer sammen, at mægle, glatte ud og hele. Over for Monrads geniale uberegnelighed stod Halls evne til støt og stille at holde den samme tråd fast gennem mange forviklinger og trods menneskenes og tingenes omskiftelighed. Alt dette forklarer, at han forholdsvis så hurtigt og let vandt frem til at blive sit partis virkelige fører.
Hall søgte i de vanskelige første år af 1850'erne at bevare så meget som muligt af det, han betragtede som kernen i Martsprogrammet. Han anså imidlertid kun dette for muligt ved så vidt gørligt at forsone også de højere samfundsklasser dermed og ved til en vis grad at vige til side for den overmægtige indre og ydre strømning i tilbage gående retning, som beherskede tiden. I notabelforsamlingen 1851 deltog han, men uden synderlig tro til dens nytte; med bekymring og misbilligelse fulgte han grev W.C.E. Sponnecks rejse til de tyske hoffer og den noteveksel, som siden sammenfattedes under aftalerne fra 1851-52.
Hans pragmatisme gjorde, at han var ubetinget stemt for at bøje sig for kundgørelsen af 28. januar 1852 og bygge på den, og derfor anbefalede han altid sit parti det størst mulige mådehold i oppositionen mod regeringen, således i toldsagen og sagen om arvefølgen i monarkiet. Da kampen efter A.S. Ørsteds overtagelse af førsteministerposten med nødvendighed antog skarpere former, måtte også Halls holdning blive mere udpræget, men selv da gik hans bestræbelser ud på, at man lempede sig så meget som muligt og indskrænkede sine fordringer til det uomgængelig nødvendige: At Rigsdagen måtte kende indholdet af den ny fællesforfatning, man agtede at oktroyere, inden den gav afkald på sin myndighed over fællesanliggenderne, og at helstaten måtte være konstitutionel. På dette program stod han som den samlede rigsdags ordfører imod ministeriet, men altid under de roligste og mest mådeholdne former. Ikke desto mindre lod regeringen sig april 1854 henrive til at afskedige ham som generalauditør, hvortil han var blevet udnævnt i 1851 i stedet for A.W. Scheel, tillige med flere andre af de fremragende embedsmænd, der havde sluttet sig til oppositionen. Hall tog dette slag med megen sindsligevægt og lod sig hverken skræmme eller oppirre deraf. Sommeren 1854 foretog han en rejse sammen med C.C.G. Andræ og traf i Pinneberg sammen med L.N. Scheele, som allerede da var betænkt på at række hånd til ministeriets fjernelse.

## Udnævnelse til minister
Da Rigsdagen sammentrådte i oktober 1854, indbragte Hall en mistillidsadresse imod ministeriet, afdæmpet i sin form, men meget bestemt i sit indhold. Den hvilede på det hovedprincip, som også dannede temaet for Halls tale, at hvis det danske folk skulle kunne finde sig i helstaten, måtte denne være konstitutionel: "er en konstitutionel Helstat en Umulighed, saa er selve Helstaten en Umulighed!" Adressen vedtoges af Folketinget med alle stemmer imod én (N.F.S. Grundtvig, som ville have en kraftigere udtalelse), og Landstinget vedtog (med 41 stemmer mod 2) en dagsorden, der udtalte tilslutning til adressen og overbragtes Frederik VII på Frederiksborg Slot, men blev yderst modtaget, og svaret blev det åbne brev af 20. oktober, som opløste Folketinget og i de skarpeste udtryk – kongen havde endda ikke fundet dem skarpe nok – appellerede fra det til "Folkets Kjærne". Valgene blev imidlertid et komplet nederlag for regeringen, og 3. december 1854 forlangte kongen da ministrenes demission, og få dage efter (12. december) dannedes endelig under P.G. Bang som konseilspræsident en regering, i hvilken Scheele var udenrigsminister, Andræ finansminister og Hall kultusminister. Hall havde spillet en særdeles virksom rolle ved ministeriets dannelse og var navnlig den, som afskar planerne om en rekonstruktion af det gamle kabinet og satte igennem, at ministeriet fik en liberalere karakter, blandt andet ved Andræs tilkaldelse.
Som minister følte Hall sig først ret på sin plads, og han fik hurtig en betydelig indflydelse på sine kolleger. Ministeriet omformedes gradvis fra et ministerium Bang til et ministerium Andræ og fra et ministerium Andræ til et ministerium Hall, samtidig med at den i begyndelsen så overmægtige Scheeles indflydelse langsomt trængtes tilbage og til sidst helt overvandtes – i hvert fald inden for ministeriet. Også som fagminister udfoldede Hall en ret betydelig virksomhed, idet han blandt andet gennemførte lovene om sognebåndets løsning (1855), folkeskolevæsenets ordning (1856) og dåbstvangens ophævelse (1857).

## Fællesforfatningen og problemet Slesvig
I øvrigt var Hall ingenlunde nogen udpræget reformminister. Det lå – på dette som på andre områder – kun i ringe grad for ham at tage et kraftigt initiativ. Helt gennemtrængt af human og liberal tankegang, som han var, ønskede han at lede udviklingen i rolig fremadskridende retning, men han var som den engelske premierminister Lord Palmerston, med hvem han ofte er blevet sammenlignet, tilbøjelig til at se med sympati på det bestående og kunde ikke ret få øje for, at der var trang til store og gennemgribende omformninger deraf. Han var således hverken den fremaddrivende eller den ledende kraft i den reformvirksomhed, som udfoldedes af de regeringer, hvis chef han var. Derimod var det i udpræget grad ham, som holdt ministeriet og det i virkeligheden ret løst forbundne parti, hvorpå det støttede sig, sammen, og ham, som var lederen i "den store Politik". Denne politik kom stedse mere til at dreje sig om forholdet til hertugdømmerne og derigennem til udlandet.
Hall gik ind for en nær forbindelse mellem Slesvig og Danmark, men accepterede nødvendigheden af at overholde aftalerne fra 1851-52 med Preussen og Østrig om ikke at knytte Slesvig tættere end Holsten til Danmark.
Hall var med Fællesforfatningen af 2. oktober 1855 gået ind på at forsøge eksperimentet med den konstitutionelle helstat, men inderst inde troede han ikke på muligheden af at gennemføre det, og tanken i hans politik blev bestandig tydeligere: At gøre de tyske magter indrømmelser hvad angår Holsten samtidig med en fastholdelse af forbindelsen mellem kongeriget og Slesvig. Således skulle Holsten efterhånden udskilles af fællesstaten og Slesvig derved indirekte knyttes nærmere til kongeriget. Halls modstandere skulle derved selv bevise helstatens umulighed og lidt efter lidt hidføre Ejderstaten.
Fællesforfatningen, der i sin form og sine enkeltheder sikkert mere skyldtes Andræ end Hall, og som var en sindrig løsning på et vanskeligt problem, var nær ved at koste ministeriet hele dets popularitet og havde en yderst besværlig fødsel. Det lykkedes imidlertid at samle repræsentanter for alle monarkiets dele i det fælles Rigsråd, men allerede i den første samling (1856) fremsatte de 11 slesvig-holstenske rigsråder med grev Otto von Blome som leder og grev Carl Scheel-Plessen som ordfører deres protest imod forfatningens lovlighed – en protest, som ikke blev mindre farlig, fordi dens berettigelse med glimrende dygtighed blev modbevist i debatten -, og samtidig fremkom Preussen og Østrig med deres indsigelser, som således indledte en langvarig diplomatiske strid.
Det afgørende skridt ind på vejen mod Ejderdanmark skete 1858, da Hall fik ministeriet til at bøje sig for Tysklands fordring om, at Fællesforfatningen af 1855 blev ud af kraft for Holstens og Lauenborgs vedkommende. Andræ, som ville gøre alt for at opretholde den konstitutionelle helstat, modsatte sig dette og trådte i protest ud af ministeriet. Hall blev så i maj måned konseilspræsident og fra juli tillige udenrigsminister og bevarede, med den korte afbrydelse under det Rotwittske ministerium (december 1859 – februar 1860), disse stillinger indtil december 1863. 1861-63 var han tillige minister for Holsten og Lauenburg. Kultusministeriet opgav han maj 1859.
Hall forhandlede i flere år om hertugdømmernes status i tillid til, at Rusland og Storbritannien ville modsætte sig preussisk ekspansion, og forsøgte at berolige hertugdømmerne uden at udfordre sit eget partis tilhængere af Ejderpolitikken. Men den stigende nationalisme i Danmark og Tyskland fik hans politik til at slå fejl og umuliggjorde stormagternes forslag om en deling af Slesvig efter sproggrænsen.

## Optakten til den 2. slesvigske krig
Efter at en fra 137 rigsdagsmænd udgået, af 71.000 mænd tiltrådt adresse til regeringen i maj 1861 havde hævdet "Danmarks ret til Slesvig og Danskhedens ret i Slesvig" og udtalt, at nationen var "rede til ethvert Offer" for at hævde denne, følte regeringen sig nødsaget til at optage den nationalistiske Orla Lehmann i regeringen i september 1861 for at tilgodese det voksende folkelige krav om en indlemmelse af Slesvig i Danmark. Et kritisk øjeblik indtrådte i efteråret 1862, da Otto von Bismarck blev preussisk udenrigsminister, og da på selv samme dag (24. september) Lord Russell i en depeche fra Gotha helt opgav det tidligere engelske standpunkt i sagen og i sin uvidenhed om kernepunktet ubevidst kom til at støtte Danmarks fjender. Til gengæld optrådte Sverige-Norge på en måde, som gav al udsigt til en aktiv understøttelse, hvis det skulle komme til krig, og derved til en almindelig europæisk intervention. Året 1863 gav i alt fald gode varsler i denne henseende; i marts var prinsesse Alexandra draget her fra som den britiske tronfølgers brud; ved formælingsfesten blev prins Vilhelm udpeget som kandidat til den ledige trone i Grækenland, og Hall bidrog sit til, at valget blev modtaget. Hele sommeren igennem førtes der – dels gennem gesandten grev Henning Hamilton, dels direkte med kong Carl XV af Sverige og udenrigsminister grev Ludvig Manderström – forhandlinger, som syntes at stille en svensk-norsk alliance i nær og sikker udsigt. Det var da også med Sverige-Norges bifald, i grunden efter dets tilskyndelse, at regeringen 30. marts 1863 definitivt opgav forfatningsforbindelsen med de tyske forbundslande og derpå i efteråret 1863 forelagde det dansk-slesvigske Rigsråd, som var blevet tilbage efter Holstens og Lauenborgs udtræden, det forfatningsudkast, der knyttede Slesvig tættere til Danmark. Den forhandling, som i efteråret 1863 førtes om forfatningsudkastet i Rigsrådet, er højdepunktet af parlamentarisk debat her hjemme. Den helstatlige reaktion, som var forstummet i de nærmeste år efter 1855, optog atter kampen med C.N. David og C.A. Bluhme som sine ordførere, men blev mødt med eftertryk fra den nationalliberale side, og navnlig var Halls afsluttende tale i det afgørende møde om aftenen 13. november et mesterstykke i indhold og form. Men 2 dage efter døde Frederik VII pludseligt, og Hall måtte, efter fra altanen på Christiansborg Slot at have proklameret kong Christian IX, forelægge den nye hersker det vedtagne udkast til stadfæstelse, og kongen underskrev det 18. november, skønt ikke uden store betænkeligheder. Forfatningen blev straks mødt med tyske krigstrusler, da den var et brud på London-protokollen.
Det fik dog ikke Hall til at opgive forfatningen, og han modstod også den pression, som Frankrig, England og Rusland kort efter tronskiftet anvendte ved særlige sendebud (general Hubert Rohault de Fleury, Lord Wodehouse og statsråd Ewers) i København for at få Novemberforfatningen hævet, skønt selv de erkendte, at end ikke dette ville kunne forhindre krigen.
Efter disse begivenheder blev Halls situation udadtil så vanskelig, at han, da kongen nærede stærk tvivl om hans politiks gennemførlighed, foretrak at give ham fri hænder til muligvis at forsøge en løsning ad andre veje og indgav sin og sit ministeriums dimission 24. december 1863. Samme dag besatte tyske forbundstropper Holsten. Måske har Hall tænkt sig det som en ikke fjerntliggende mulighed, at forsøgene på at danne en ny regering ville strande, og han ville da være vendt tilbage, men med styrket stilling og friere hænder. Helstatsmændene nægtede da også at tage affære, men meget mod Halls forventning og ønske påtog Monrad, der havde været medlem af hans ministerium, sig at danne det ny kabinet. Halls rolle blev i den nærmeste tid derfor væsentlig en tilskuers. Han rejste ingen opposition mod sin efterfølger, støttede ham endog lejlighedsvis i hans vanskelige stilling, men billigede sikkert ikke altid hans politik, navnlig ikke over for London-konferencen.
Da den ydmygende Wienerfred forelå til afstemning i Rigsdagen, var Hall ikke i tvivl om, at der måtte stemmes ja, mens Monrad, hvis politik havde ført til denne fred, troede at Danmark kunne svare nej. Hall motiverede sin stemmeafgivning i en tale, som med klarhed gjorde rede for udviklingen af det statsretlige spørgsmål siden 1851-52 og i mådeholdne, men vægtige ord udtalte håbet om, at sejrherren ville bøje sig for de nationale modsætningen.

## Vurdering af Halls politik
I tidsrummet 1857-63 bar Hall altså på de afgørende områder både det formelle og det moralske ansvar for ledelsen af den danske politik, og denne ledelse er jo blevet overordentlig strengt bedømt. Man har i reglen væsentlig holdt sig til det sørgelige udfald – tabet af Slesvig – og dømt derefter. Den historiske dom må imidlertid ikke glemme, at Hall lige så vel som andre statsmænd var afhængig af de forhold, han forefandt, og af de store strømninger i den offentlige mening, som han i det højeste kunne modificere, men ikke lede i en anden retning. Nogle har bebrejdet Hall, at han ikke søgte løsningen i helstaten; andre, at han ikke, medens der endnu var tid, gennemførte Slesvigs deling. Men Hall var ikke helstatsmand og anså helstaten for umulig at opretholde i længden over for den dybe og voksende spaltning mellem de to nationaliteter, den skulle omfatte. Og hvad Slesvigs deling angår, så kunne i de år, hvorom her er tale, ingen dansk statsmand have gennemført den. Han ville have haft alt og alle imod sig: kongen, helstatsmændene, de nationalliberale, Bondevennerne og slesvigerne selv. Den bebrejdelse, man oftest hørte imod Hall, da han endnu var ved magten, var, såvel blandt de nationalliberale som inden for Venstre, den, at han gik for langsomt og ængstelig til værks. Han burde langt mere åbenlyst og resolut have hejst Ejderfanen. Når alt kommer til alt, må det vistnok erkendes, at det i de år i Danmark ikke var muligt at føre nogen politik, som gik i anden retning end den Hallske, og at en anden førsteminister sandsynligvis ville have ført landet til en krise med end hurtigere og end mere uafvendelig udgang. Glemmes må det heller ikke, hvorledes alle konjunkturer vendte sig mod Hall i de skæbnesvangre sidste måneder af 1863, og navnlig ikke, at det ikke blev ham, som kom til at føre sagen til ende. Der er meget, som tyder på, at Hall så hen til Slesvigs deling som den endelige udgang, men vel at mærke som en udgang, der først kunne nås, efter at sindene var beredte for den ved den afgørende krises tryk, og de, der har stået Hall nærmest, følte sig overbeviste om, at han aldrig ville have ladet London-konferencen skilles uden resultat. Omvendt kan Hall kritiseres for at have undladt at skaffe sig sikkerhed for, at Sverige-Norge ville støtte Danmark i en militær konflikt. Dermed faldt han i Bismarcks fælde.
Et andet spørgsmål bliver det, hvorvidt den måde, hvorpå Hall gennemførte sin politik, var den heldigste. Vel er det uimodsigeligt, at han som parlamentarisk taktiker og taler og som diplomatisk defensor for sit lands sag viste en overlegen dygtighed; men på den anden side lader det sig ikke nægte, at hans taktik over for Tyskland og Europa ofte var lidet heldig. Hans indrømmelser var sjælden resolutte og omfattende nok og kom aldrig i rette tid til at gøre det fornødne indtryk på den europæiske domstol, for hvilken Danmark plæderede sin sag. Der var også i den uendelige henslæben af afgørelserne og i den undertiden noget smålige og spidsfindige måde, hvorpå modstanderne i og uden for monarkiet imødegikkes, noget, som var vel egnet til at tilsløre sagens kerne og svække sympatien for Danmarks sag. I hvert fald ved en enkelt lejlighed, regeringens optræden over for de holstenske stænder foråret 1860 (den Raasløffske sag), undgik den Hallske politik ikke et lidet heldigt skær af tvetydighed.
Det vidner om Halls popularitet i den danske befolkning, at hans omdømme stort set ikke led skade efter 1864. Hans partifæller vedblev at skatte ham højt, og selv af modstanderne var han som regel personlig højagtet og vel lidt. Man følte, at han var en repræsentant, et personligt udtryk for det bedste og det ædleste i den danske nationalkarakter, at han var dansk lige til bunden, selv i "sin danske Far-i-mag", som Christian Richardt siden sang om ham, og at han trods al ydre ære og udmærkelse var jævn i al sin færd og tænken. Han havde da også visse excentriske træk, der viste sig i, at han foretrak en jævn klædedragt og ikke ville gå med ur eller andre ydre symboler på hans høje position i samfundet.
I øvrigt var Halls politiske virksomhed ikke stærkt fremtrædende i 1864 og de år, som fulgte nærmest efter, men den indflydelse, han øvede inden for sit parti, var vedblivende meget betydelig, og så længe der endnu eksisterede en nationalliberal gruppe på Rigsdagen, var han dens leder. Dette gjaldt særlig forfatningskampen 1864-66, under hvilken Hall fra første færd stræbte hen imod en løsning, der med bibeholdelse af Junigrundlovens Folketing sikrede de økonomisk mere velstillede klasser overvægten i Landstinget. Også da de nationalliberale senere gik op i et samlet højre, indtog han i dettes partigruppe i Folketinget den ledende plads. En virksomhed, han i hine år med stor forkærlighed hengav sig til, var styrelsen af Herlufsholm, hvis forstander han var blevet 1856 efter F.M. Knuths død.

## Tilbagevenden til politik
1870 blev Hall endnu en gang kaldet til regeringen, idet han 28. maj overtog Kultusministeriet i grev Ludvig Holstein-Holsteinborgs kabinet. Holsteinborg havde henvendt sig til A.F. Krieger, som den daværende leder af Landstinget, der gjorde det til en betingelse, at Hall og nogle af hans politiske venner indtrådte i ministeriet. De politiske forhold var efter Det forenede Venstres dannelse lidet gunstige for et rent Højreministerium, og det lykkedes ikke Hall at gennemføre det forslag til en reform af folkeskolen, som han forelagde. Derimod gennemførtes i hans ministertid loven om tvedelingen i den lærde skoles undervisning (1871), og der opførtes en ny bygning for Det Kongelige Teater på Kongens Nytorv (1874). I anledning af en betydelig overskridelse af det til denne bygnings opførelse bevilgede beløb anlagdes der senere rigsretssag mod Hall, men han frikendtes 1877. Allerede juni 1874 havde han sammen med det øvrige ministerium indgivet sin dimission, fordi det ikke under den allerede stærkt truende politiske kamp (i 1873 var det, at Folketinget prøvede det eksperiment at nægte Finanslovens overgang til 2. behandling) fandt tilstrækkelig tilslutning og støtte i Landstinget, og hermed ophørte Halls virksomhed som minister.
Ved sin fratræden udnævntes han til Elefantridder. Siden 1858 havde han været Storkorsridder af Dannebrog og Dannebrogsmand (blev Ridder 1845, Kommandør 1855) og kong Frederik VII tilbød ham 1860 excellencetitlen i et glad øjeblik, men Hall søgte at afværge den med den bemærkning, at det jo kunne vente, indtil han en gang gik af, men kongen svarede ham: "tag du bare imod den nu, det er det klogeste; naar du gaar af, er jeg maaske gal i Hovedet paa dig, og saa tilbyder jeg dig ikke noget". Samme år blev han således gehejmekonferensråd efter allerede at været blevet gehejmeetatsråd.

## Salonkulturen på Bakkegården
Til alle tider, i mere end et halvt århundrede, var Halls frederiksbergske hjem på Ny Bakkegård samlingsstedet for den talrige familie, en udstrakt vennekreds og for mange kulturpersonligheder, bl.a. repræsentanter for litteratur, politik, videnskab og kunst. Halls hjem mindede derfor om Kamma og Knud Lyne Rahbeks saloner nogle årtier tidligere i Bakkehuset over for Bakkegården.
Dette selskabsliv skyldtes Halls vindende elskværdighed og lunefulde humor, hans enestående evne til fængslende fortælling, som samlede alle omkring ham, men ikke mindre den tiltrækningskraft, som hans hustru udøvede på alle. Hun var en yderst ejendommelig personlighed, stærk af vilje, frimodig og sandhedskærlig indtil hensynsløshed, streng i sin dom over det, hun ikke sympatiserede med eller ikke forstod, begejstret for alt stort og skønt, kærlig imod mennesker og dyr, trofast imod sine venner, hjælpsom og godgørende imod trængende, energisk til det yderste i at gennemføre sine filantropiske foretagender og i at tale sine mange klienters sag, lige så ugenert lige over for kongen og kongelige personer, blandt hvilke hun navnlig stod i nært forhold til Enkedronning Caroline Amalie. Mens den tilbedte og beundrede "fader Brøndsted" endnu levede, færdedes hun mellem datidens store navne: Adam Oehlenschläger og Ørstederne, Grundtvig, J.P. Mynster, J.L. Heiberg, fru Heiberg og mange flere, og denne litterære kreds fulgte hende til Bakkegården, forøget med det nye, som tiden bragte frem.

## Sygdom og sidste år
Halls store elskværdighed gjorde sig usvækket gældende til det sidste og samlede vennerne om ham i det gamle hjem på Bakkegården. Deltagelsen var stor hele landet over, da han 1879 under et ophold ved Sandefjord ramtes af et apoplektisk anfald, som han aldrig forvandt, og som i stigende grad svækkede hans åndelige og legemlige kræfter og efterlod ham halvt døv og blind. 1881 opgav han sin plads i Folketinget og trak sig dermed ganske ud af det offentlige liv.
I december 1887 nåede Hall at opleve sit guldbryllup, hvor han dog var i stand til i sin sygestol at modtage beviser på uforandret kærlighed og hengivenhed fra en talrig kreds af slægtninge, venner og medborgere. 14. august 1888 sov han stille hen, hilsende døden som en befriende ven. 2 år efter, 15. september 1890, afsløredes i Søndermarken, tæt ved Bakkegården, en statue af ham, udført af Vilhelm Bissen og rejst af venner og meningsfæller. Statuen blev taget ned i 2013. Derudover findes der på Frederiksborgmuseet et portrætmaleri fra 1864 udført af J.V. Gertner, og et portræt ved Henrik Olrik var ejet af familien, og en af kunstneren selv udført kopi heraf findes på Herlufsholm. Hans hustru søgte at bevare Bakkegårdens kulturelle traditioner. Også hendes viljestærke karakter og hærdede legeme måtte dog bøje sig under alderens vægt; efter et kort sygeleje døde hun 26. april 1891. Begge hviler på Herlufsholms Kirkegård. Halls Allé på Frederiksberg er opkaldt efter ham.

## Juridisk forfatterskab
Hvad C.C. Halls juridiske forfattervirksomhed angår, udgav han 1840 en afhandling: De indiciis eorumqve vi ad probationem in causis poenalibus efficiendam, for hvilken han erhvervede den juridiske licentiatgrad. Afhandlingen giver en oversigt over forskellige fremmede loves bestemmelser om indiciebeviset i kriminelle sager og diskuterer indgående dette da aktuelle emne, som kort efter blev ordnet ved forordningen af 8. september 1841. I 1850-51 udgav han en lærebog i den romerske privatret, der tjente som grundlag for universitetsundervisningen i en længere årrække, og som delvis er blevet optrykt sammen med Aagesens efterladte forelæsninger over den romerske privatret. Lærebogen indeholder en pålidelig redegørelse for den justinianske rets privatretlige hovedinstitutioner, som de den gang kendtes, men er så bestemt beregnet på at ledsages af forklarende foredrag, at tilegnelsen af indholdet uden sådan nærmere forklaring er meget vanskelig. Af håndskrevne tilføjelser i Halls eget eksemplar af bogen synes det at fremgå, at han har følt dette som en mangel.

## Gengivelser af C.C. Hall
- Maleri af Wilhelm Marstrand (ca. 1838, Marstrand har også malet hustruen ca. 1855)[14]
- Maleri af J.V. Gertner 1864 (Frederiksborgmuseet)
- Portrætteret på Constantin Hansens maleri af Den grundlovgivende Rigsforsamling (1860-64; Frederiksborgmuseet, studie hertil i Folketinget)
- Tegning af Henrik Olrik 1865 (Frederiksborgmuseet)
- Malerier 1866 af samme og 1889 (Herlufsholm)
- Buste af H.W. Bissen (Folketinget, Statens Museum for Kunst)
- Statuetteskitse af Vilhelm Bissen 1889 (Frederiksborgmuseet)
- Bronzestatue 1890 af Vilhelm Bissen i Søndermarken (nedtaget 2013)
- Portrætmaske af Anders Bundgaard på Christiansborg
- Træsnit af H.P. Hansen u.å. og 1867, af unævnte 1870, 1872 og efter fotografi 1882 samt af Georg Pauli 1888 og Rosenstands xylografiske Atelier 1897
- Litografi fra I.W. Tegner & Kittendorff 1856 og af Carl Simonsen efter daguerreotypi 1860.
- Hustruen er malet 1893 af Leis Schelderup[15]